# Юля-Пурская
Ю́ля-Пу́рская (фин. Ylä-Purskova) — деревня в Гатчинском муниципальном округе Ленинградской области.

## История
Две деревни Пурсково упоминаются на карте Санкт-Петербургской губернии Я. Ф. Шмидта 1770 года.
Деревня являлась вотчиной великого князя Константина Павловича, из которой в 1806—1807 годах были выставлены ратники Императорского батальона милиции.
На «Топографической карте окрестностей Санкт-Петербурга» Военно-топографического депо Главного штаба 1817 года она обозначена как деревня Юляпурская из 21 двора.
Деревня Юляпурская из 27 дворов упоминается и на «Топографической карте окрестностей Санкт-Петербурга» Ф. Ф. Шуберта 1831 года.
Прежде состояла из двух смежных:

ЮЛЯПУРСКОВА КИРЬЯЗИ — деревня принадлежит ведомству Гатчинского городового правления, число жителей по ревизии: 3 м. п., 6 ж. п.

ЮЛЯПУРСКОВА — деревня принадлежит ведомству Гатчинского городового правления, число жителей по ревизии: 62 м. п., 73 ж. п. (1838 год)

На картах Ф. Ф. Шуберта 1844 года и С. С. Куторги 1852 года деревня названа Юляпурскова и состоит из 27 дворов.
В пояснительном тексте к этнографической карте Санкт-Петербургской губернии П. И. Кёппена 1849 года она записана как деревня Ylä-Purskowa (Юляпурскова) и указано количество её жителей на 1848 год: эвремейсов — 67 м. п., 70 ж. п., всего 137 человек.

ЮЛЯПУРСКОВО — деревня Гатчинского дворцового правления, по просёлочной дороге, число дворов — 14, число душ — 57 м. п.

ЮЛЯПУРСКОВО — деревня Гатчинского дворцового правления, по просёлочной дороге, число дворов — 21, число душ — 68 м. п. (1856 год)

Согласно «Топографической карте частей Санкт-Петербургской и Выборгской губерний» в 1860 году деревня называлась Юляпурская и состояла из 17 крестьянских дворов.

ЮЛЯПУРСКОВА — деревня удельная при колодце, число дворов — 22, число жителей: 73 м. п., 75 ж. п. (1862 год)

В 1879 году деревня называлась Юляпурская и состояла из 27 крестьянских дворов.

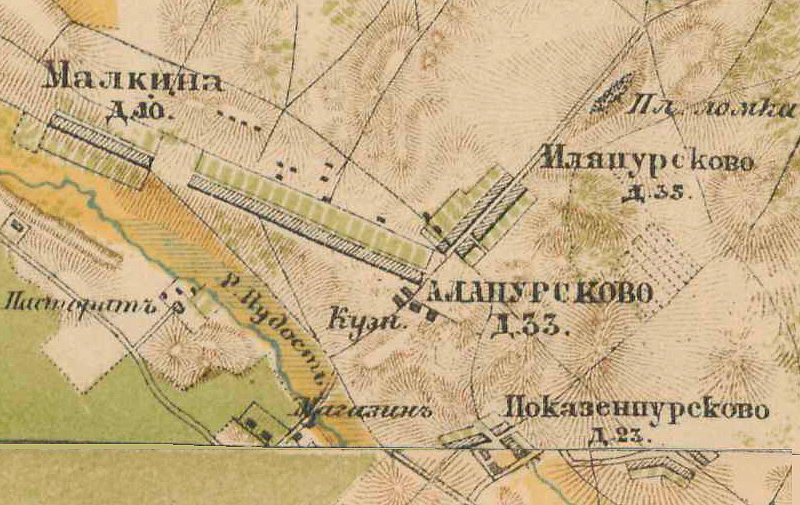
План деревни Юля-Пурская. 1885 год

В 1885 году, согласно карте окрестностей Петербурга, деревня называлась Иляпурсково и насчитывала 35 дворов. Сборник же Центрального статистического комитета описывал её так:

ЮЛЯПУРСКОВА — деревня бывшая удельная, дворов — 34, жителей — 158; лавка. (1885 год).

В конце XIX — начале XX века деревня административно относилась к Староскворицкой волости 3-го стана Царскосельского уезда Санкт-Петербургской губернии. Население деревни было исключительно финским.
К 1913 году количество дворов увеличилось до 40.
С 1917 по 1922 год деревня Юля-Пурсково входила в состав Пурсковского сельсовета Староскворицкой волости Детскосельского уезда.
С 1922 года в составе Пудостьского сельсовета.
С 1923 года в составе Гатчинского уезда.
Согласно данным переписи населения СССР 1926 года в деревне Юля-Пурсково Пудостьского сельсовета Староскворицкой волости Троцкого уезда проживали 210 человек, почти все финны.
С февраля 1927 года в составе Красносельской волости, а с августа 1927 года — Гатчинского района.
В 1928 году население деревни Юля-Пурсково составляло 107 человек.

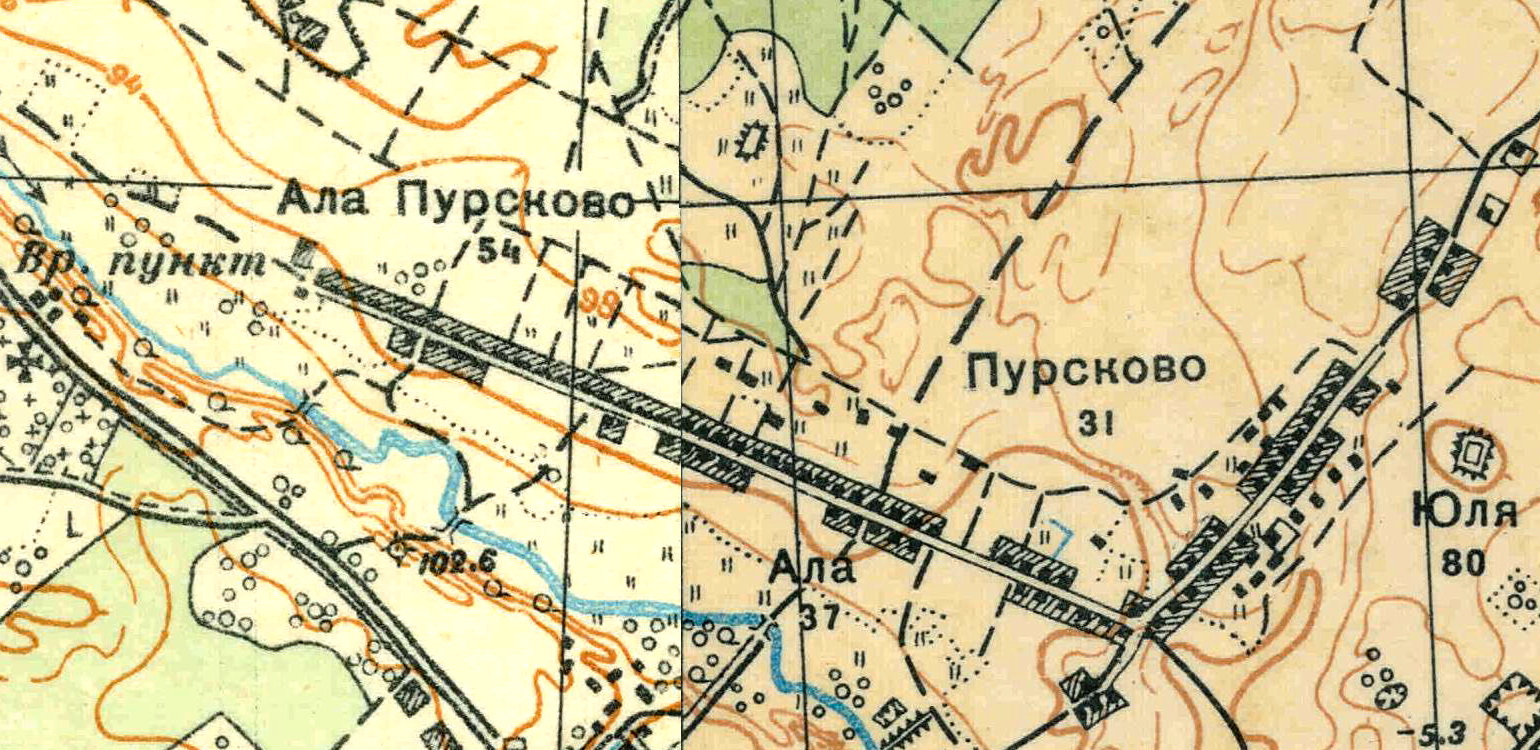
План деревни Юля-Пурская. 1931 год

В 1930-е годы в деревне был организован колхоз «Красный Пурсковец».
По данным 1933 года деревня называлась Юля-Пурсково и входила в состав Пудостьского финского национального сельсовета Красногвардейского района.
Деревня была освобождена от немецко-фашистских оккупантов 22 января 1944 года.
В 1958 году население деревни Юля-Пурсково составляло 27 человек.
По данным 1966, 1973 и 1990 годов деревня называлась Юля-Пурская и также входила в состав Пудостьского сельсовета Гатчинского района.
В 1997 году в деревне проживали 24 человека, в 2002 году — 19 человек (русские — 58%, финны — 32%), в 2007 году — 24, в 2010 году — 27.

## География
Деревня расположена в северной части района близ автодороги 41К-011 (Стрельна — Гатчина).
Расстояние до административного центра поселения, посёлка Пудость — 7 км.
Расстояние до ближайшей железнодорожной станции Пудость — 6 км.
Деревня находится на левом берегу реки Ижора.

## Демография
| 1862 | 2007 | 2010 | 2017 |
| ---- | ---- | ---- | ---- |
| 148  | ↘24  | ↗27  | ↘21  |

### Национальный состав
Согласно данным Всероссийской переписи населения 2021 года в деревне проживал 71 человек, из них:
 русские — 64, белорусы — 3, татары — 2, узбеки — 1, финны — 1 человек.

## Улицы
Речная.